# Aeroscopia
Aeroscopia är ett franskt flygmuseum i Blagnac (Haute-Garonne), nära Toulouse. I synnerhet finns det två exemplar av Concorde. Öppningen ägde rum den 14 januari 2015.